# Snowpatch Spire
Snowpatch Spire är ett berg i Kanada.   Det ligger i provinsen British Columbia, i den södra delen av landet, 3 100 km väster om huvudstaden Ottawa. Toppen på Snowpatch Spire är 3 063 meter över havet, eller 275 meter över den omgivande terrängen. Bredden vid basen är 0,55 km.
Terrängen runt Snowpatch Spire är huvudsakligen bergig.Trakten runt Snowpatch Spire är nära nog obefolkad, med mindre än två invånare per kvadratkilometer.. Det finns inga samhällen i närheten. 
Trakten runt Snowpatch Spire består i huvudsak av gräsmarker.